# Max Endenthum
Max Endenthum (* 16. August 1830 in Bunzlau; † 12. Dezember 1889 in Berlin) war ein deutscher Ingenieur. 

## Leben
Max Endenthum war der Sohn eines Apothekers. Er besuchte zunächst die Realschule seiner Geburtsstadt Bunzlau, danach die Gewerbeschule in Görlitz. Nach praktischen Tätigkeiten in kleineren Werkstätten seiner Heimatregion studierte er von Oktober 1850 bis August 1854 am Königlichen Gewerbe-Institut in Berlin. Nach Studienabschluss arbeitete Endenthum zunächst in der Maschinenfabrik Elsner in Berlin, trat aber im August 1855 in das ebenfalls in Berlin liegende Unternehmen von Carl Hoppe ein, dem er mit einer Unterbrechung in den Jahren 1865 und 1866 bis zu seinem Tod angehörte. In der Unterbrechungszeit war er leitender Ingenieur in der Maschinenfabrik von Carl Körner in Görlitz. Hoppe würdigte Endenthum mit den Worten: „Seinen vielfachen verschiedenen Konstruktionen wohnt der Geist der Gediegenheit und Einfachheit inne, wie ihn eben nur sorgfältiges Durchdenken und liebevolle Hingabe zur Sache, gepaart mit dem erforderlichen Geschick, erzeugen kann.“
Endenthum war seit 1858 Mitglied im Verein Deutscher Ingenieure (VDI). Er war sechs Jahre lang Vorstandsmitglied des VDI-Bezirksvereins Berlin, in den Jahren 1873 und 1875 war er Vorsitzender. 1874 gehörte er dem Vorstand des Gesamtvereins an.
Endenthum starb an einem Herzinfarkt.